# Filmografia lui Danny DeVito

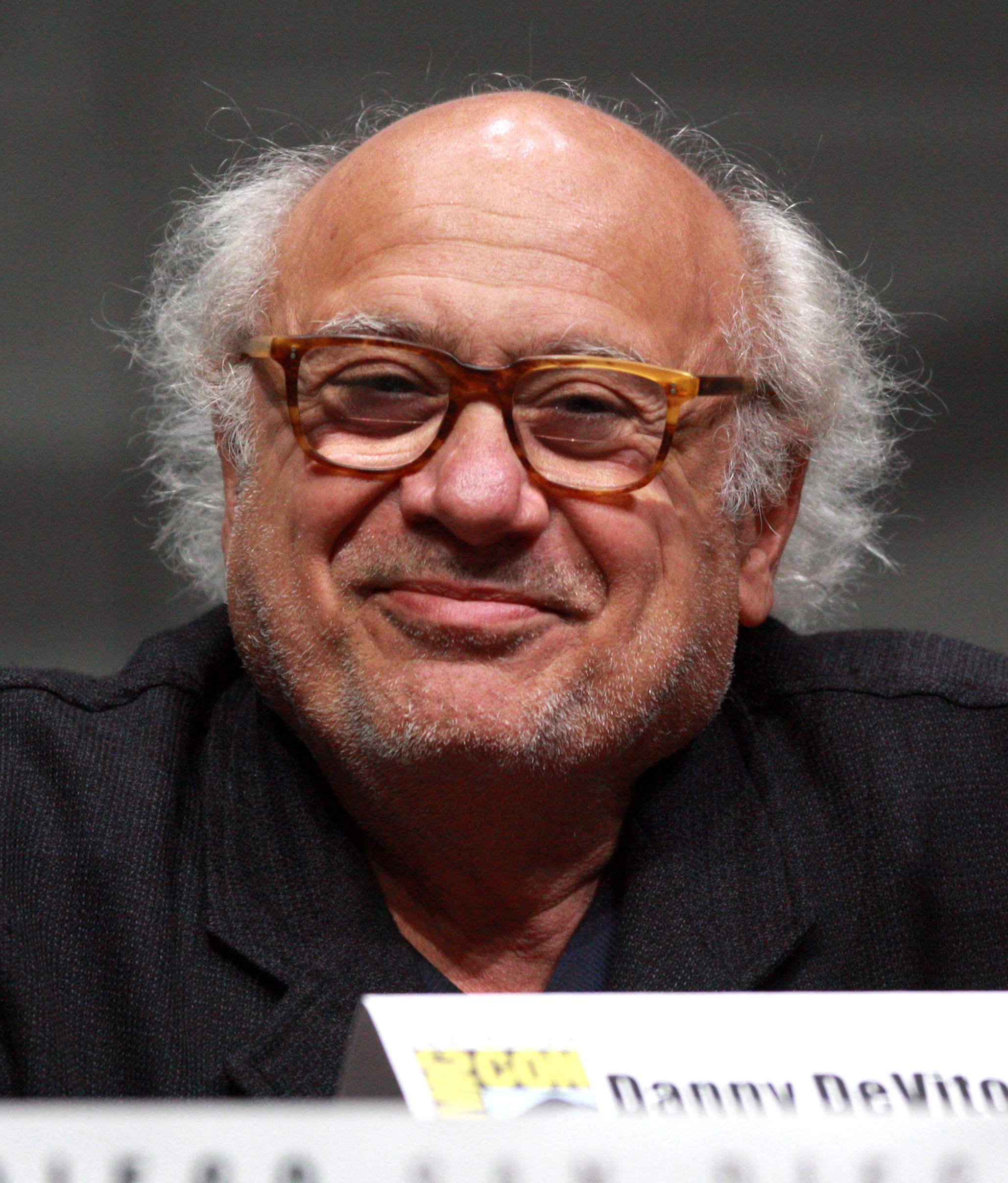
Danny DeVito la San Diego Comic Con International în iulie 2013

Filmografia lui Danny DeVito

## Ca actor

### Film
| An   | Titlu                                                | Rol                       | Note                                                                                     |
| ---- | ---------------------------------------------------- | ------------------------- | ---------------------------------------------------------------------------------------- |
| 1971 | Lady Liberty                                         | Fred Mancuso              |                                                                                          |
| 1972 | Hot Dogs for Gauguin                                 | Adrian                    |                                                                                          |
| 1973 | Hurry Up, or I'll Be 30                              | Petey                     |                                                                                          |
| 1975 | One Flew Over the Cuckoo's Nest                      | Martini                   |                                                                                          |
| 1976 | Car Wash                                             | Joe                       | Deleted scenes only                                                                      |
| 1977 | The Van                                              | Andy                      |                                                                                          |
| 1978 | Goin' South                                          | Hog                       |                                                                                          |
| 1981 | Going Ape!                                           | Lazlo                     |                                                                                          |
| 1983 | Terms of Endearment                                  | Vernon Dahlart            |                                                                                          |
| 1984 | Romancing the Stone                                  | Ralph                     |                                                                                          |
| 1984 | Johnny Dangerously                                   | Burr                      |                                                                                          |
| 1985 | The Jewel of the Nile                                | Ralph                     | Also in "When the Going Gets Tough" music video with Kathleen Turner and Michael Douglas |
| 1985 | Head Office                                          | Frank Steadman            |                                                                                          |
| 1986 | Wise Guys                                            | Harry Valentini           |                                                                                          |
| 1986 | Ruthless People                                      | Sam Stone                 |                                                                                          |
| 1986 | My Little Pony: The Movie                            | The Grundle King (voice)  |                                                                                          |
| 1987 | Tin Men                                              | Ernest Tilley             |                                                                                          |
| 1987 | Throw Momma from the Train                           | Owen Lift                 | Also director                                                                            |
| 1988 | Twins                                                | Vincent Benedict          |                                                                                          |
| 1989 | The War of the Roses                                 | Gavin D'Amato             | Also director                                                                            |
| 1991 | Other People's Money                                 | Larry Garfield            |                                                                                          |
| 1992 | Batman Returns                                       | The Penguin               |                                                                                          |
| 1992 | Hoffa                                                | Bobby Ciaro               | Also producer and director                                                               |
| 1993 | Jack the Bear                                        | John Leary                |                                                                                          |
| 1993 | Last Action Hero                                     | Whiskers (voice)          | Uncredited                                                                               |
| 1993 | Look Who's Talking Now                               | Rox (voce)                |                                                                                          |
| 1994 | Renaissance Man                                      | Bill Rago                 |                                                                                          |
| 1994 | Junior                                               | Dr. Larry Arbogast        |                                                                                          |
| 1995 | Get Shorty                                           | Martin Weir               | Also producer                                                                            |
| 1996 | Matilda                                              | Harry Wormwood / Narrator | Also producer and director                                                               |
| 1996 | Space Jam                                            | Mr. Swackhammer (voce)    |                                                                                          |
| 1996 | Mars Attacks!                                        | Rude Gambler              |                                                                                          |
| 1997 | The Rainmaker                                        | Deck Shifflet             |                                                                                          |
| 1997 | Hercules                                             | Philoctetes (voce)        |                                                                                          |
| 1997 | L.A. Confidential                                    | Sid Hudgens               |                                                                                          |
| 1998 | Living Out Loud                                      | Pat Francato              | Also producer                                                                            |
| 1999 | The Big Kahuna                                       | Phil Cooper               |                                                                                          |
| 1999 | Man on the Moon                                      | George Shapiro            | Also producer                                                                            |
| 1999 | The Virgin Suicides                                  | Dr. Hornicker             |                                                                                          |
| 2000 | Drowning Mona                                        | Wyatt Rash                | Also executive producer                                                                  |
| 2000 | Screwed                                              | Grover Cleaver            |                                                                                          |
| 2001 | Heist                                                | Bergman                   |                                                                                          |
| 2001 | What's the Worst That Could Happen?                  | Max Fairbanks             |                                                                                          |
| 2002 | Death to Smoochy                                     | Burke Bennet              | Also director                                                                            |
| 2003 | Anything Else                                        | Harvey Wexler             |                                                                                          |
| 2003 | Duplex                                               | Narrator (voice)          | Uncredited Also director                                                                 |
| 2003 | Big Fish                                             | Amos Calloway             |                                                                                          |
| 2004 | Christmas in Love                                    | Brad LaGuardia            |                                                                                          |
| 2005 | Be Cool                                              | Martin Weir               | Also producer                                                                            |
| 2005 | Marilyn Hotchkiss' Ballroom Dancing and Charm School | Booth                     |                                                                                          |
| 2006 | Relative Strangers                                   | Frank Menure              | Also producer                                                                            |
| 2006 | Even Money                                           | Walter                    | Also producer                                                                            |
| 2006 | The Oh in Ohio                                       | Wayne                     |                                                                                          |
| 2006 | Deck the Halls                                       | Buddy Hall                |                                                                                          |
| 2007 | The Good Night                                       | Mel                       |                                                                                          |
| 2007 | Reno 911!: Miami                                     | District Attorney         | Also producer                                                                            |
| 2007 | Just Add Water                                       | Merl                      |                                                                                          |
| 2007 | Nobel Son                                            | Gastner                   |                                                                                          |
| 2009 | House Broken                                         | Tom "Smoky" Cathkart      |                                                                                          |
| 2009 | Solitary Man                                         | Jimmy                     |                                                                                          |
| 2010 | When in Rome                                         | Al                        |                                                                                          |
| 2011 | Girl Walks into a Bar                                | Aldo                      |                                                                                          |
| 2012 | The Lorax                                            | The Lorax (voice)         |                                                                                          |
| 2012 | Hotel Noir                                           | Eugene Portland           |                                                                                          |
| 2014 | All the Wilderness                                   | Dr. Pembry                |                                                                                          |
| 2016 | Wiener-Dog                                           | Dave Schmerz              |                                                                                          |
| 2017 | Animal Crackers                                      | Chesterfield (voice)      | Post-production                                                                          |

### Televiziune

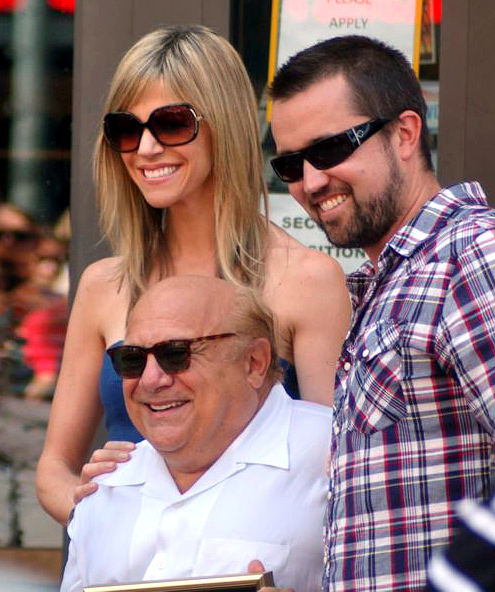
DeVito with It's Always Sunny in Philadelphia cast mates Kaitlin Olson and Rob McElhenney at the ceremony for DeVito to receive a star on the Hollywood Walk of Fame on 18 august 2011

| An             | Titlu                             | Rol                  | Note                                         |
| -------------- | --------------------------------- | -------------------- | -------------------------------------------- |
| 1978–1983      | Taxi                              | Louie De Palma       | 114 episoade                                 |
| 1979           | Angie                             | Uncle Cheech         | Episodul: "Uncle Cheech"                     |
| 1980           | The Associates                    | Alan Swathmore       | Episodul: "The Out of Town Trip"             |
| 1982–1999      | Saturday Night Live               | Himself (host)       | 6 episoade                                   |
| 1984           | The Ratings Game                  | Vic De Salvo         | Television film; also director               |
| 1985           | Amazing Stories                   | Herbert              | Episodul: "The Wedding Ring"                 |
| 1990           | The Earth Day Special             | Vic                  | Television special                           |
| 1991–1992 2013 | The Simpsons                      | Herb Powell (voice)  | 3 episoade                                   |
| 1997           | Pearl                             | Dean Martin          | Episodul: "Dean Cuisine"                     |
| 2002           | Ed                                | Dr. Jack Carmichael  | Episodul: "Human Nature"                     |
| 2003           | Karen Sisco                       | Charlie Lucre        | 2 episoade                                   |
| 2004           | Friends                           | Officer Roy Goodbody | Episodul: "The One Where the Stripper Cries" |
| 2006–prezent   | It's Always Sunny in Philadelphia | Frank Reynolds       | 114 episoade                                 |
| 2015           | Deadbeat                          | Giuseppe Monamocce   | Episodul: "The Occult Leader"                |

## Ca producător

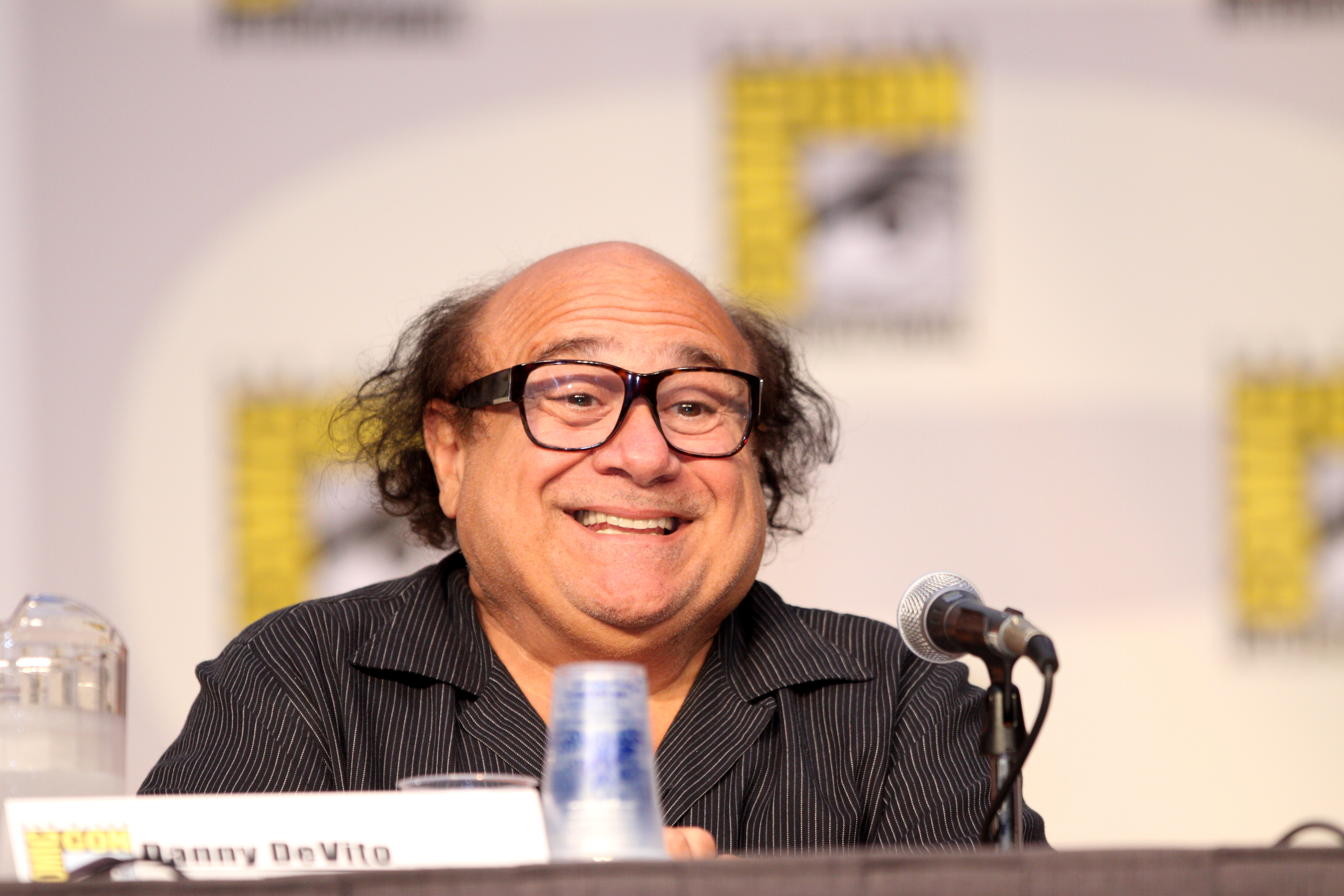

| An   | Titlu                       | Note               |
| ---- | --------------------------- | ------------------ |
| 1992 | Hoffa                       | Also director      |
| 1994 | Reality Bites               |                    |
| 1994 | 8 Seconds                   | Co-producer        |
| 1994 | Pulp Fiction                | Executive producer |
| 1995 | Get Shorty                  |                    |
| 1996 | Feeling Minnesota           |                    |
| 1996 | Matilda                     | Also director      |
| 1997 | Gattaca                     |                    |
| 1998 | Out of Sight                |                    |
| 1998 | Living Out Loud             |                    |
| 1999 | Man on the Moon             |                    |
| 2000 | Drowning Mona               |                    |
| 2000 | Erin Brockovich             |                    |
| 2001 | How High                    |                    |
| 2003 | Camp                        |                    |
| 2004 | Garden State                | Executive producer |
| 2004 | Along Came Polly            |                    |
| 2005 | Be Cool                     |                    |
| 2006 | Even Money                  |                    |
| 2006 | Relative Strangers          |                    |
| 2007 | Freedom Writers             |                    |
| 2007 | Reno 911!: Miami            |                    |
| 2014 | A Walk Among the Tombstones |                    |

## Ca regizor

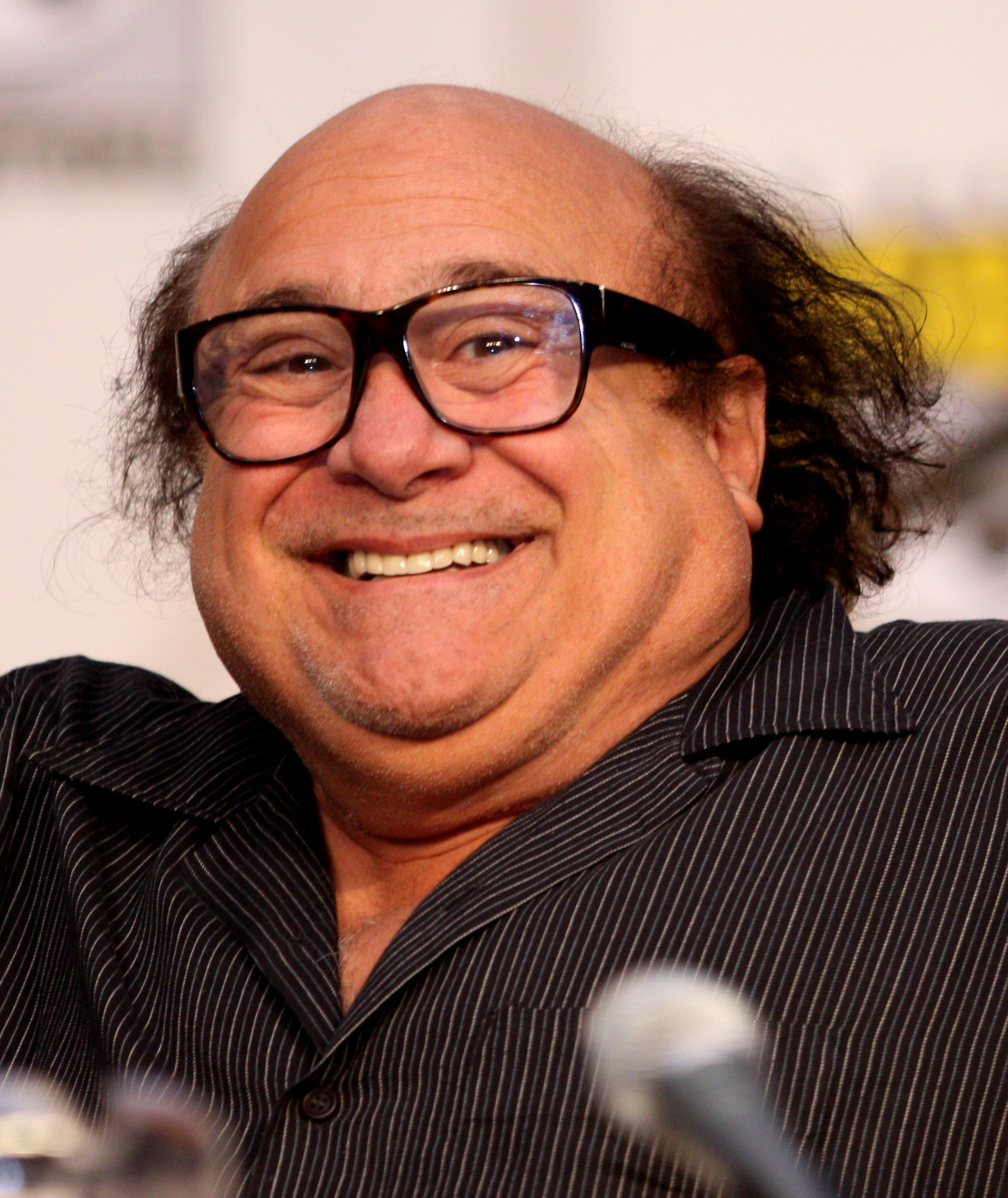
DeVito at the 2010 San Diego Comic Con International

| An   | Titlu                      |
| ---- | -------------------------- |
| 1976 | Selling of Vince D'Angelo  |
| 1984 | The Ratings Game           |
| 1987 | Throw Momma from the Train |
| 1989 | The War of the Roses       |
| 1992 | Hoffa                      |
| 1996 | Matilda                    |
| 2002 | Death to Smoochy           |
| 2003 | Duplex                     |
| 2005 | Queen B                    |
| TBA  | Honeymoon With Dad         |